# یواس‌اس رابرتس (دی‌ئی-۷۴۹)
یواس‌اس رابرتس (دی‌ئی-۷۴۹) (به انگلیسی: USS Roberts (DE-749)) یک کشتی بود که طول آن ۳۰۶ فوت (۹۳ متر) بود. این کشتی در سال ۱۹۴۳ ساخته شد.